# أكسيد الرصاص الرباعي
 أكسيد الرصاص الرباعي  مركب كيميائي له الصيغة PbO2، ويكون على شكل مسحوق بلوري بني غامق وهو أكسيد لفلز الرصاص عند درجة الأكسدة +4.

## الخواص
- أكسيد الرصاص الرباعي غير منحل في الماء، لكنه منحل في حمض هيدرو الكلوريك والقلويات الساخنة.
- لأكسيد الرصاص الرباعي خواص مؤكسدة قوية كما يتضح من كمون نصف التفاعل:

PbO2 + 4H+ + 2e- → Pb2+ + 2H2O، E0 = +1.455V
- يؤدي تسحينه إلى تفككه إلى رابع أكسيد الرصاص وبمتابعة التسخين فوق 550°س يتفكك بدوره إلى أكسيد الرصاص الثنائي.

PbO2 → PbO + 1/2 O2

## التحضير
يحضر أكسيد الرباعي من التحليل الكهربائي أو أكسدة مركبات الرصاص الثنائي باستخدام مؤكسدات قوية مثل الكلور أو تحت كلوريت الصوديوم
Pb 2+ + Cl 2 + 2H2O → PbO2 + 2Cl - + 4H +
أو يحضر من تفاعل رابع أكسيد الرصاص مع حمض النتريك حسب المعادلة
Pb2[PbO4] + 4HNO3 → 2Pb(NO3)2 + PbO + 2H2O

## الاستخدامات
- يستخدم في صناعة الأصبغة.
- يضاف من ضمن المواد المساعدة على الاحتكاك في عيدان الثقاب.
- يدخل في صناعة بطارية السيارة (بطارية الرصاص)، حيث أن التفاعل المتوازن بين الرصاص وأكسيد الرصاص الرباعي في وسط من حمض الكبريت هو أساس نشوء القوة المحركة للبطارية.

Pb + PbO2 + 2HSO4− + 2H + → 2PbSO4 + 2H2O, E = +2.05 V

## السلامة
مركبات الرصاص سامة يجب الحذر عند التعامل معها.